# Anerukkanjaiing
Anerukkanjaiing (weitere Bezeichnungen: Enerukanjeiōng Island) ist ein kleines Motu des Likiep-Atolls der pazifischen Inselrepublik Marshallinseln.

## Geographie
Anerukkanjaiing liegt im nördlichen Riffsaum des Likiep-Atolls, zwischen Tamwol im Südosten und Boguraburabu im Nordwesten. Die Insel ist unbewohnt.